# Megalopyge

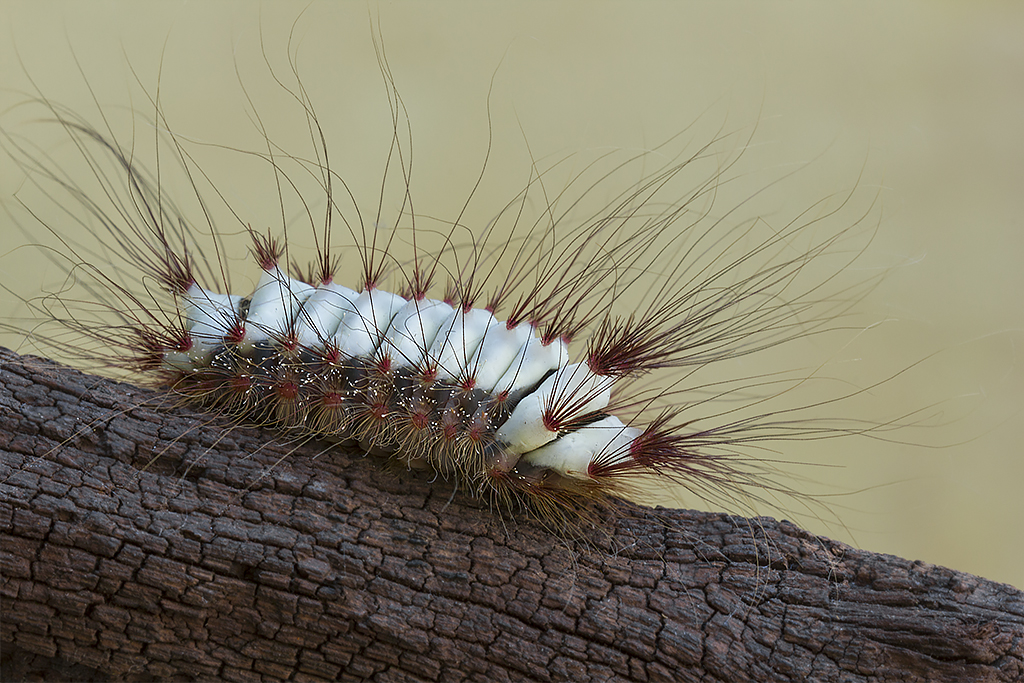
Oruga de Megalopyge lanata

Megalopyge es un género de polillas de la familia Megalopygidae. A veces se usa el sinónimo menos aceptado de Lagoa.

## Especies
- Megalopyge affinis (Druce, 1887)
- Megalopyge albicollis (Walker, 1855)
- Megalopyge amita (Schaus, 1900)
- Megalopyge amitina (Dognin, 1912)
- Megalopyge apicalis (Herrich-Schäffer, 1856)
- Megalopyge braulio Schaus
- Megalopyge brunneipennis (Schaus, 1905)
- Megalopyge chrysocoma (Herrich-Schäffer, 1856)
- Megalopyge crispata (Packard, 1864)
- Megalopyge defoliata (Walker, 1855)
- Megalopyge dyari (Hopp, 1935)
- Megalopyge hina (Dognin, 1911)
- Megalopyge hyalina (Schaus, 1905)
- Megalopyge immaculata (Cassino, 1928)
- Megalopyge inca (Hopp, 1935)
- Megalopyge krugii (Dewitz, 1897)
- Megalopyge lacyi (Barnes & McDunnough, 1910)
- Megalopyge lampra (Dyar, 1910)
- Megalopyge lanata (Stoll, 1780)
- Megalopyge lanceolata (Dognin, 1923)
- Megalopyge lapena (Schaus, 1896)
- Megalopyge lecca (Druce, 1890)
- Megalopyge megalopygae (Schaus, 1905)
- Megalopyge nuda (Stoll, 1789)
- Megalopyge obscura (Schaus, 1905)
- Megalopyge opercularis (Abad & de herrero, 1797)
- Megalopyge orsilochus (Cramer, [1775])
- Megalopyge ovata (Schaus, 1896)
- Megalopyge perseae (Dognin, 1891)
- Megalopyge peruana (Hopp, 1935)
- Megalopyge pixidifera (Abad & de herrero, 1797)
- Megalopyge ravida (Druce, 1887)
- Megalopyge radiata (Schaus, 1892)
- Megalopyge salebrosa (Clemens, 1860)
- Megalopyge tharops (Stoll, 1782)
- Megalopyge torva (Schaus, 1912)
- Megalopyge trossula (Dognin, 1891)
- Megalopyge trujillina (Dyar, 1910)
- Megalopyge undulata (Herrich-Schäffer, 1858)
- Megalopyge urens (Berg, 1882)
- Megalopyge uruguayensis (Berg, 1882)
- Megalopyge victoriana (Schaus, 1927)
- Megalopyge vulpina (Schaus, 1900)
- Megalopyge xanthopasa (Sepp, 1828)